# Токсовское городское поселение

То́ксовское городско́е поселе́ние — муниципальное образование в составе Всеволожского района Ленинградской области.
Административный центр — посёлок Токсово.
Образовано 1 января 2006 года, включило в себя всю территорию бывшей Токсовской волости.

## Географические данные
- Общая площадь: 17 684 га
- Расположение: центральная часть Всеволожского района
  - Граничит:
    - на севере — с Куйвозовским сельским поселением
    - на востоке — с Рахьинским городским поселением и Романовским сельским поселением
    - на юге — с МО «Город Всеволожск», Кузьмоловским городским поселением и Бугровским городским поселением
    - на западе — с Лесколовским сельским поселением

По территории поселения проходят автодороги:
- 41К-065 (Санкт-Петербург — Матокса)
- 41К-066 (Подъезд к ст. Ламбери)
- 41К-071 (Новое Токсово — автодорога Скотное — Керро)
- 41К-201 (подъезд к дер. Кавголово)

Расстояние от административного центра поселения до районного центра — 40 км.
По территории поселения проходит железная дорога Приозерского направления Октябрьской железной дороги.
Природные объекты:
Ново-Кавголовский лесопарк

## История
Токсовское городское поселение образовано 1 января 2006 года в соответствии с областным законом № 17-оз от 10 марта 2004 года.

## Население
| 2006  | 2010  | 2011  | 2012  | 2013  | 2014  | 2015  |
| ----- | ----- | ----- | ----- | ----- | ----- | ----- |
| 6500  | ↗7862 | ↘7860 | ↗7925 | ↘7766 | ↘7667 | ↘7516 |
| 2016  | 2017  | 2018  | 2019  | 2020  | 2021  | 2023  |
| ↘7496 | ↘7491 | ↘7419 | ↗7524 | ↘7415 | ↗8617 | ↘8053 |
| 2024  | 2025  |       |       |       |       |       |
| ↘7616 | ↘7525 |       |       |       |       |       |

## Геологические особенности
На территории поселения развиты четвертичные отложения флювиального (озерного, гляциоморского, лимно-гляциального) генезиса, с ярко выраженными плейстоценовыми террасами, начиная с иольдиевого бассейна.
Рельеф холмисто-камовый, с плоскими заболоченными озерно-ледниковыми равнинами. Абсолютные высоты от 60 до 143 м, преобладающие — 60—80 м.
Основные камовые массивы: Токсовский, Осельки-Грузинский, Агалатово-Лемболовский. Межкамовые котловины заняты озерами.
Имеются значительные запасы сапропелей и торфа. Незначительные запасы строительных песков и минеральных красок.

## Состав городского поселения
В состав городского поселения входят 5 населённых пунктов:
| № | Населённый пункт | Тип населённого пункта | Население    |
| - | ---------------- | ---------------------- | ------------ |
| 1 | Аудио            | деревня                | ↘23 (2017)   |
| 2 | Кавголово        | деревня                | ↗713 (2017)  |
| 3 | Новое Токсово    | посёлок                | →620 (2017)  |
| 4 | Рапполово        | деревня                | ↘826 (2017)  |
| 5 | Токсово          | городской посёлок      | ↘6684 (2025) |

## Местное самоуправление

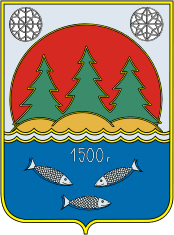
Один из вариантов герба Токсовского ГП (2005 г.)

Глава поселения — Киселёва Елена Васильевна. Глава администрации — Иванов Олег Анатольевич. Телефоны администрации: 8 (81370) 56-505, 56-365.
Адрес администрации: 188664, Ленинградская область, Всеволожский район, пос. Токсово, Ленинградское шоссе, 55А.

## Экономика
На территории муниципального осуществляют свою деятельность: питомник «Рапполово», Токсовское районное потребительское общество, ООО «Вимос», ПМС-29, Токсовский парклесхоз, Морозовский военный лесхоз, туберкулезный санаторий «Токсово», автозаправочная станция «Лукойл», муниципальное унитарное предприятие «Экология», муниципальное унитарное предприятие ЖКХ, муниципальное учреждение здравоохранения «Токсовская районная больница», Областной ожоговый центр, магнитная станция им. Менделеева.

## Учреждения физкультуры и спорта
На территории посёлка Токсово находится 30 спортивных баз, несколько трамплинов. В ноябре 2011 года в Кавголово был отрыт детский трамплин для прыжков на лыжах.